# 坂田城

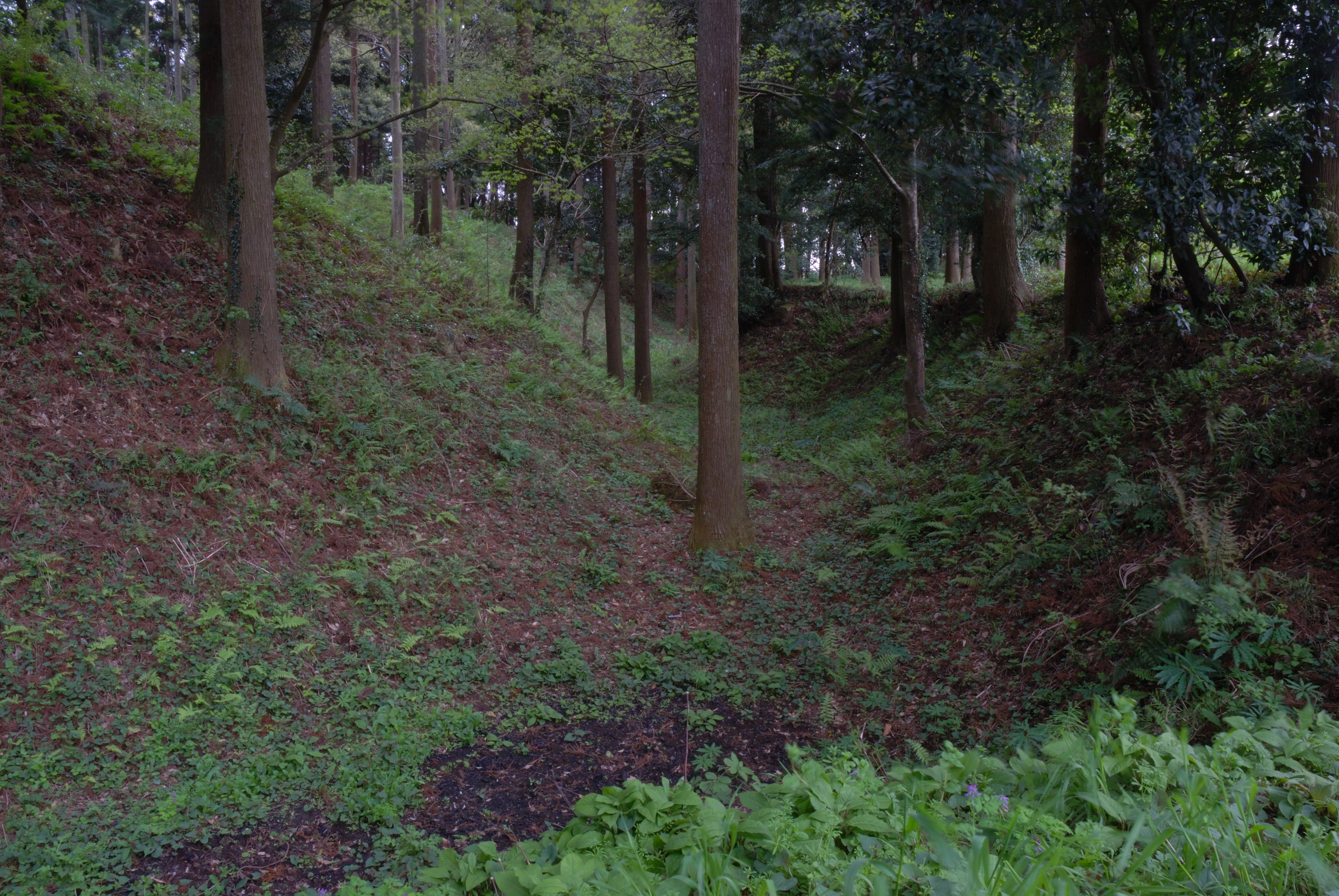
一郭空堀

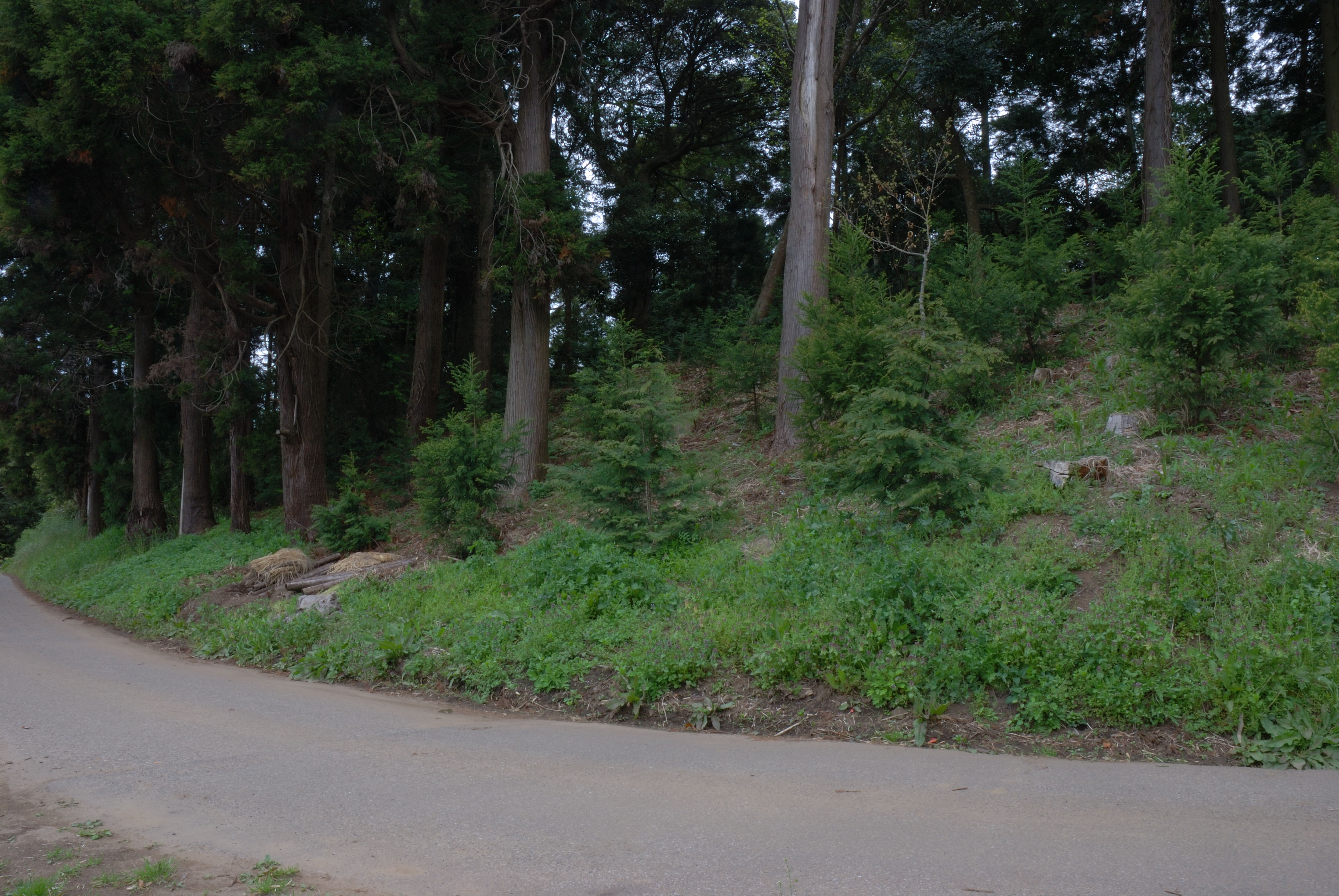
五郭土塁

坂田城（さかたじょう）は、現在の千葉県山武郡横芝光町坂田付近にあった日本の城。

## 概要
14世紀中頃千葉氏によって築城されたと伝えられている。
なお、平良兼と関連があるとするむきもあるが、良兼の時代の居館は屋形であり、関連性は薄いといえよう。
南東側に九十九里平野から太平洋を望み、北東側は栗山川を挟んで下総国と境を接し、九十九里浜中央から酒々井を経て下総国府へ至る道と、牛久を経て常陸国府へ至る道の分岐点にあり、築城当時付近は要衝の地であったと推定される。
「総州山室譜伝記」によると、坂田城はこの地方の領主だった三谷胤興の居城であったが、一族で争っていたため山室氏の客将であった井田氏に付け入られることとなり、弘治元年（1555年）閏10月18日、井田友胤に急襲されて三谷氏は滅亡、井田氏に乗っ取られたといわれる。
弘治2年（1556年）に井田友胤の子井田胤徳が修復し里見氏に属した安房正木氏の永禄年間における東下総侵攻を防戦した。しかし、天正18年(1590年)の小田原征伐の際は、城主井田胤徳は小田原城にあって、坂田城にはわずかの留守部隊しかおらず無血開城、廃城となった。

## 支城
支城として長倉城、小堤城、浜手城を持っていた。小堤城は康正元年（1455年）9月7日に原胤房に追われた千葉胤賢が当城で自刃し、千葉氏宗家が滅亡した場所とされている。

## その他
- 隣接する坂田池の「ふれあい坂田池公園」とともに、城跡の一部が「坂田城梅林」として整備されている。
- 栗山川を挟んだ北東方向の下総側に、連郭式城郭の初めとされる篠本城があり、南西方向の市町境を越えた山武市には、版籍奉還後の稜堡式城郭である松尾城がある。
- いつ、誰が、何の目的で、造ったのかは必ずしもはっきりしないが、1000を超える千葉県の中世城郭なかでも最大級の規模のものであり、遺溝も良く残ることから城郭ファンに根強い人気がある。